# Колесникова, Юлия Анатольевна
Юлия Анатольевна Колесникова (10 февраля 1921 — 2 апреля 2001) — советский архитектор, проектировщик наземных и подземных объектов Московского метрополитена.

## Биография
Родилась 10 февраля 1921 года в Воронеже. Окончила Московский архитектурный институт в 1945 году. В 1961 году вступила в Союз архитекторов СССР.
С 1951 года работала главным архитектором проекта в проектном институте «Метрогипротранс». Специализировалась на проектировании вестибюлей. Большинство станций спроектировала в соавторстве с Н. И. Демчинским.
Скончалась 2 апреля 2001 года.

## Проекты
Станции Московского метрополитена:
| Название                         | Линия  | Год запуска | Соавторы                                       |
| -------------------------------- | ------ | ----------- | ---------------------------------------------- |
| Рижская (наземный вестибюль)     | @6     | 1958        | С. М. Кравец, Г. Е. Голубев                    |
| Алексеевская (с вестибюлем)      | @6     | 1958        | С. М. Кравец                                   |
| Академическая                    | @6     | 1962        | А. Ф. Фокина, И. Г. Петухова                   |
| Речной вокзал                    | @2     | 1964        | Н. И. Демчинский                               |
| Водный стадион                   | @2     | 1964        | М. Ф. Марковский                               |
| Пролетарская                     | @7     | 1966        | Ю. В. Вдовин                                   |
| Таганская                        | @7     | 1966        | Ю. В. Вдовин, Н. А. Алёшина                    |
| Каширская                        | @2 @11 | 1969        | Н. И. Демчинский                               |
| Каховская                        | @11    | 1969        | Н. И. Демчинский                               |
| Калужская                        | @6     | 1974        | Н. И. Демчинский                               |
| Пушкинская (вестибюль)           | @7     | 1975        | Н. И. Демчинский                               |
| Ботанический сад (с вестибюлями) | @6     | 1978        | Н. И. Демчинский                               |
| Авиамоторная                     | @8     | 1979        | А. Ф. Стрелков, В. И. Клоков, Н. И. Демчинский |
| Шаболовская (наземный вестибюль) | @6     | 1980        | Н. И. Демчинский                               |
| Севастопольская                  | @9     | 1983        | Н. И. Демчинский                               |